# Kära dagbok
Kära dagbok (italienska: Caro diario) är en italiensk-fransk dramakomedi från 1993 i regi av Nanni Moretti.

## Utmärkelser
Filmen vann bland annat David di Donatello för bästa film 1994 och Prix de la mise en scène vid filmfestivalen i Cannes 1994.

## Roller (urval)
- Nanni Moretti – sig själv
- Carlo Mazzacurati – filmkritikern
- Giulio Base – bilisten
- Antonio Petrocelli – skådespelaren
- Jennifer Beals – sig själv
- Alexandre Rockwell – sig själv
- Renato Carpentieri – Gerardo
- Riccardo Zinna – invånare i Alicudi
- Moni Ovadia – Lucio
- Valerio Magrelli – dermatolog
- Roberto Nobile – dermatolog